# Michael Weingarten (Glockengießer)
Michael Weingarten (* 1670; † 12. Februar 1730 in Lauingen) war ein deutscher Glockengießer.

## Leben
Michael Weingarten stammte aus Schlesien. Spätestens ab 1695 lebte er in Kempten; aus diesem Jahr stammt ein Dokument, in dem er als „juvenis, artis Fusoriae peritus; ex Silesia“ bezeichnet wird.
Er arbeitete in Kempten zum Teil in Gießergemeinschaft mit Johannes Schirmeister (* um 1655; † 1735) zusammen. Aus dieser Koproduktion gingen etwa die Glocken im Kloster Weißenau (Ravensburg), die 1699 gegossen wurden, hervor, ebenso mindestens eine Glocke aus demselben Jahr für die Pfarrkirche St. Pankratius in Wiggensbach.
Eine der Gießerinschriften, die Michael Weingarten als einzigen Urheber einer Glocke nennen, befindet sich auf der Glocke der Dreifaltigkeitskapelle in Tiefenberg.
Weingarten war der einzige Glockengießermeister, der je im Kemptener Stift ansässig war.
Vermutlich 1713 gründete er in Lauingen eine Glockengießerei. Diese wurde später als Glockengießerei Georg Wolfart bekannt; sie befand sich in der Herzog-Georg-Straße 38 in Lauingen.
Michael Weingarten hatte mindestens drei Kinder. Sein Enkelsohn Anton Weingart(h)en (* 18. Februar 1744; † 1. Juni 1798) wurde ebenfalls Glockengießer.